# Чаб
Чаб (слч. Čab) насељено је мјесто са административним статусом сеоске општине (слч. obec) у округу Њитра, у Њитранском крају, Словачка Република.

## Становништво
| Година:    | 1994. | 2004. | 2014.   | 2024.   |
| ---------- | ----- | ----- | ------- | ------- |
| Број људи: | 0     | 713   | 779     | 769     |
| Разлика:   |       | –     | +9,25 % | -1,28 % |

| Година:    | 2023. | 2024.   |
| ---------- | ----- | ------- |
| Број људи: | 780   | 769     |
| Разлика:   |       | -1,41 % |

Према подацима о броју становника из 2011. године насеље је имало 783 становника.